# Fresenius Medical Care Canada
Fresenius Medical Care Canada est la filiale canadienne de Fresenius Medical Care, un des trois éléments de la société allemande Fresenius AG, les deux autres étant Fresenius Kabi et Fresenius ProServe. En 2005, elle a racheté son concurrent Haemotec.